# Tubifera dudkae
Tubifera dudkae — вид міксоміцетових амебозоїв родини Tubiferaceae.

## Таксономія
Вид під назвою Reticularia dudkae описали у 2011 році український міколог Дмитро Леонтьєв та його іспанський колега Габріель Морено. Вид названо на честь української мікологині Ірини Дудки (1934-2017). У 2015 році ці ж автори, разом з німецьким колегою Мартіном Шніттлером, віднесли вид до роду Tubifera.

## Поширення
Вид поширений у хвойних та мішаних лісах Європи та Азії.

## Опис
На відміну від своїх родичів, T. dudkae не утворює псевдоетелії з виразними спорангіями або, принаймні, спорангії не є помітно виразними чи паличкоподібними, як у інших представників Tubifera. Вони ростуть на вологій мертвій деревині в лісах помірного клімату. 